# Batalion ON „Jabłonowo”

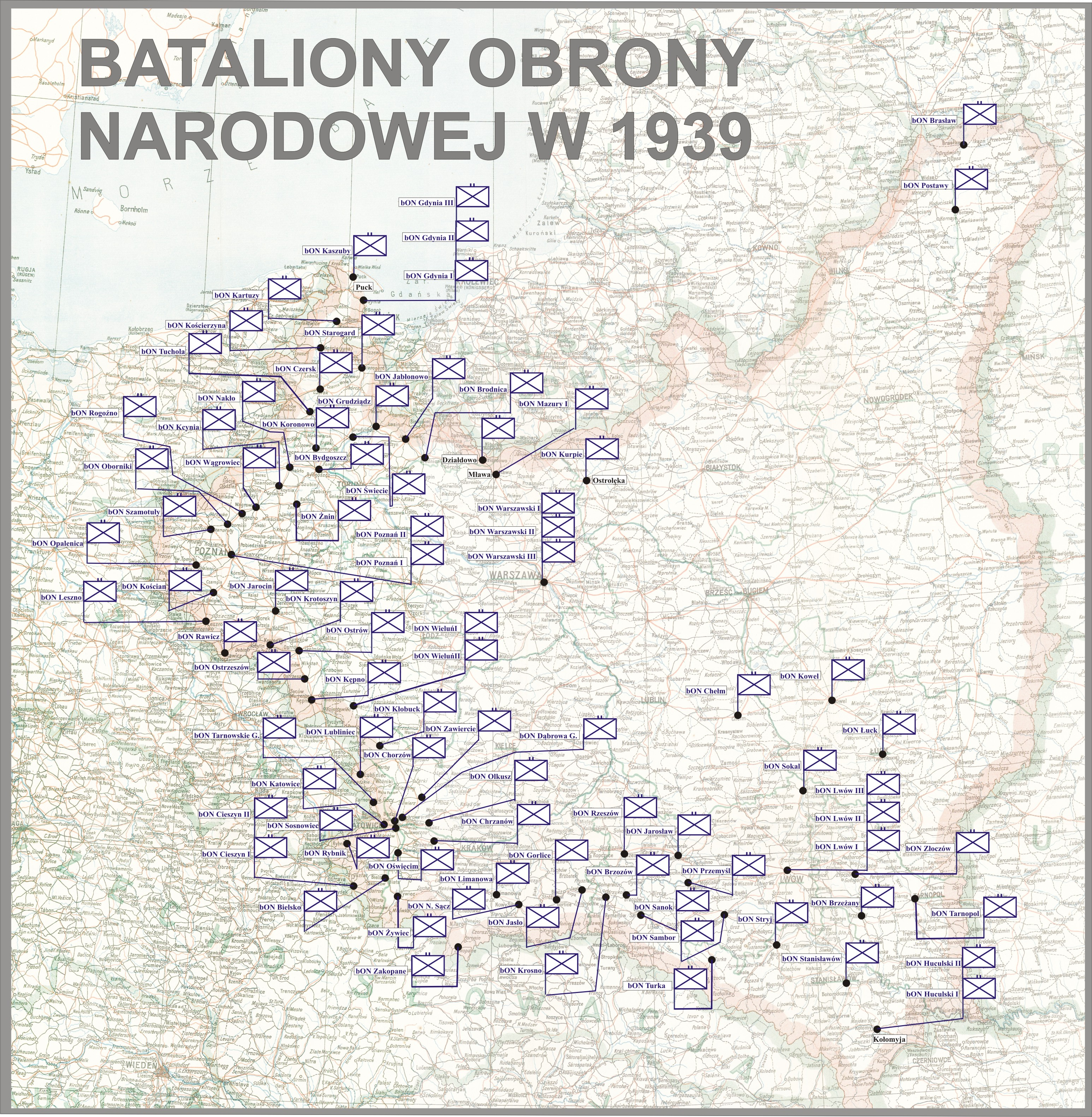
Obrona Narodowa w 1939

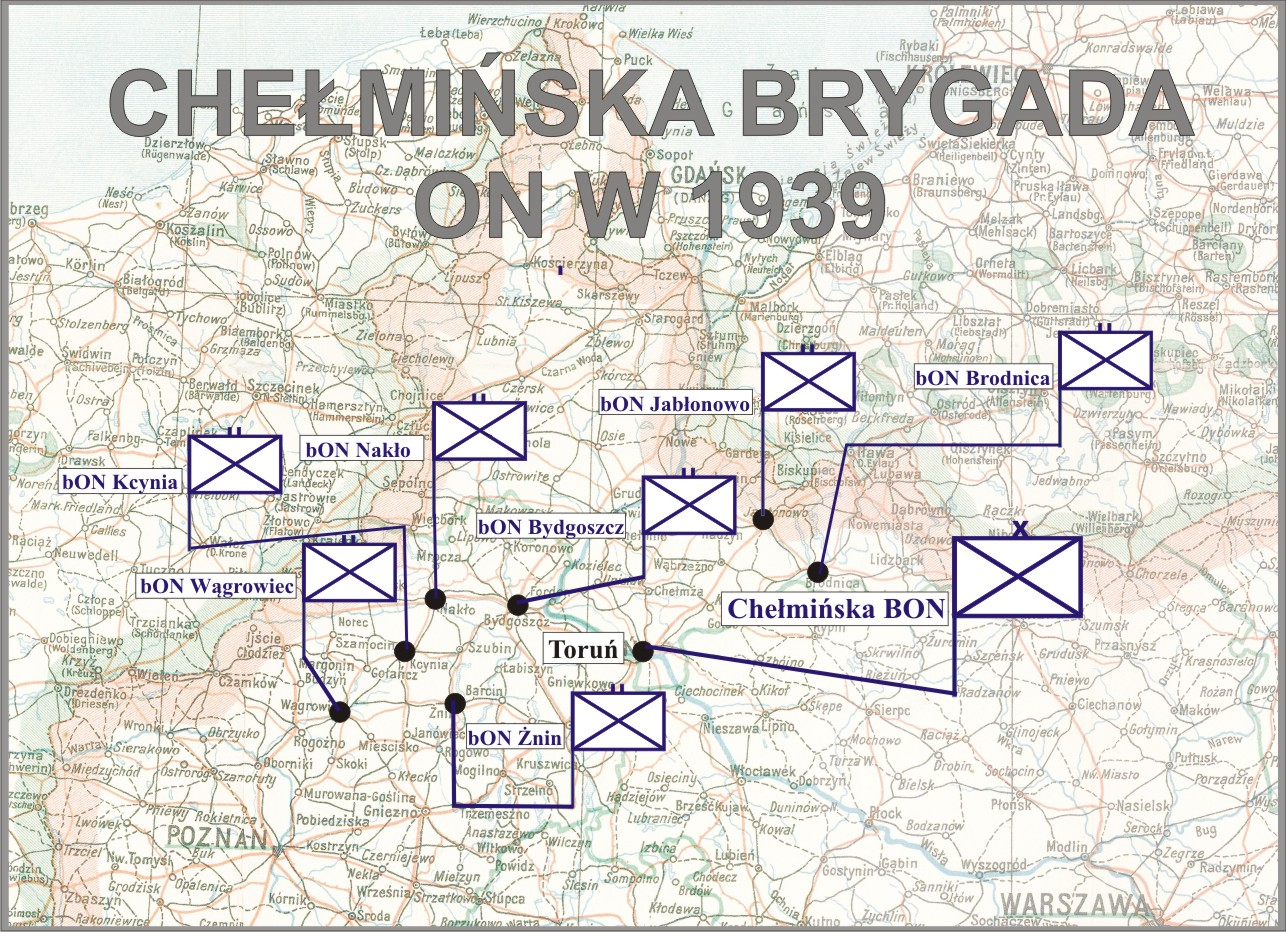
Chełmińska ON

Jabłonowski Batalion Obrony Narodowej (batalion ON „Jabłonowo”) – pododdział piechoty Wojska Polskiego II RP.

## Organizacja i formowanie
Batalion sformowany został w Jabłonowie z dniem 31 maja 1939 roku, rozkazem Departamentu Piechoty Ministerstwa Spraw Wojskowych L.1601 z dnia 2 V 1939 w oparciu o 63 Obwód PW. W składzie Chełmińskiej Brygady ON, na podstawie etatu batalionu ON typ IV. Dowództwo i pierwsza kompania stacjonowały w Jabłonowie, druga kompania w Radzyniu, a trzecia kompania w Łasinie.
Jednostką administracyjną i mobilizującą dla Jabłonowskiego batalionu ON był 63 pułk piechoty w Toruniu. Po zmobilizowaniu batalionu na miejscu od 27 sierpnia wszedł w skład Oddziału Wydzielonego „Jabłonowo” pod dowództwem ppłk. dypl. Włodzimierza Brayczewskiego. Batalion został wzmocniony jednym działonem z plutonu artylerii piechoty 63 pp. Obsadził odcinek obrony „Górale” na linii jezioro Głowińskie - Pratynia Duża. Od 29 sierpnia Jabłonowski batalion ON wszedł w skład 208 pułku piechoty, wchodzącego w skład OW „Jabłonowo” wraz z IV batalionem 67 pułku piechoty i I batalionem 14 pułku piechoty oraz batalionem szturmowym 16 DP „Grudziądz”. 30 sierpnia dowództwo OW „Jabłonowo”  objął dowódca 208 pp objął ppłk Jan Szewczyk, a ppłk dypl. Włodzimierz Brayczewski powrócił do swojego macierzystego 14 pp. 

## Jabłonowski batalion ON w kampanii wrześniowej
W kampanii wrześniowej jednostka walczyła w składzie 208 pułku piechoty (Oddział Wydzielony „Jabłonowo”). 1 września Jabłonowski batalion ON zajmował odcinek wschodni obrony 208 pp od rejonu wsi Buk Pomorski do jeziora Mieliwo. Zadaniem jego była obrona przesmyków pomiędzy łańcuchem jezior na tym odcinku (jeziora Duże, Zaleń, Prątynia, Płoczenko, Głowińskie i Mieliwo). Na rzecz batalionu miała działać jedna z baterii dywizjonu II/4 pułku artylerii lekkiej. Również na korzyść batalionu miał prowadzić ognie 4 dywizjon artylerii ciężkiej. Po potyczkach na przedpolu i walkach z niemieckimi patrolami, ostrzeliwany przez niemiecką artylerię i atakowany przez lotnictwo, batalion na swoich stanowiskach przebywał do wieczora 4 września. Nocą 4/5 września batalion w składzie 208 pp wycofał się w kierunku dworu Tomkowo i Półwiesk. Kolejnej nocy Jabłonowski batalion ON przeszedł do rejonu Kikół i Konotopie. O zmroku wyruszył do nocnego marszu do Szpetela Górnego, który osiągnął rano 7 września. Nocą 7/8 września batalion w składzie 208 pp przekroczył Wisłę, na zachodni brzeg we Włocławku i pomaszerował do rejonu Kruszyn, dwór Dębice. Po rozwiązaniu 8 września w Kruszynie 208 pp, utworzono w jego miejsce pułk Obrony Narodowej pod dowództwem ppłk Bohdana Sołtysa, w składzie: batalion ON „Jabłonowo”, batalion ON „Brodnica” i improwizowany batalionu IV/67 pp. W Mielęcinie w miejscu postoju pułku ON, 8 września batalion otrzymał niewielkie uzupełnienie z rozformowanych improwizowanych batalionów IV/67 pp i batalionu „Grudziądz” większość żołnierzy uzupełniła 67 pp. Nocnym marszem 8/9 września batalion osiągnął rejon Lubienia w składzie pułku ON, a następnej nocy dotarł do lasu koło wsi Ruszki, pozostał w odwodzie 4 DP. 10 września batalion odtwarzał zdolność bojową, wypoczywał.        
W nocy 10/11 września pułk ON ppłk Bohdana Sołtysa maszerował w bocznej kolumnie zgrupowania dowódcy 14 pułku piechoty ppłk dypl. Włodzimierza Brayczewskiego wraz z 7 baterią haubic 4 pal i 81 kompanią km i br. tow. w kierunku przeprawy przez Bzurę w rejonie Soboty. Po osiągnięciu północnego brzegu Bzury pułk ON ppłk Bohdana Sołtysa stanowił odwód dowódcy zgrupowania ppłk. dypl. Włodzimierza Brayczewskiego, natarcie w kierunku dworu Walewice prowadziły siły główne 14 pp. Batalion ON „Jabłonowo” stanowił odwód dowódcy zgrupowania. Zgrupowanie 14 pp prowadziło dalsze natarcie w kierunku wsi Gaj, rejon której osiągnięto wieczorem 11 września. Północny skraj wsi obsadził III/14 pp i Jabłonowski batalion ON zajmując stanowiska obronne. O godz. 20.00 dowódca 4 DP płk dypl. Mieczysław Rawicz-Mysłowski mianował ppłk. Bohdana Sołtysa dowódcą 14 pp, a pułk ON rozwiązał. 12 września o godz. 5.00 rano batalion wyruszył wraz z batalionami 14 pp na nowe stanowiska. O godz. 7.00 zajął nowe pozycje obronne na północno-wschodnim skraju lasów Stanisławów. Z uwagi na planowane natarcie sił głównych 4 DP w kierunku Głowna, część sił 14 pp nie uczestniczących w natarciu zajęła do godz. 17.00 ubezpieczenie natarcia na wschodnich i południowo-wschodnich skrajach lasów Stanisławów, a wśród nich batalion ON „Jabłonowo”. Wieczorem podczas próby dotarcia do walczącego w obronie zdobytych wsi Sapy i Strzebieszów II/14 pp, poległ ppłk Bohdan Sołtys. Z uwagi na zmianę planów operacyjnych, dowódca Grupy Operacyjnej  gen. bryg. Mikołaj Bołtuć rozkazał powrót 4 DP na północny brzeg Bzury. 14 pp wraz z batalionami ON, w tym Jabłonowskim po godz. 5.00 13 września podjął marsz w kierunku mostu na Bzurze w Sobocie. Dowództwo 14 pp objął mjr Jan Łobza. Do przeprawy batalion dotarł ok. godz. 12.00.         
Z uwagi na planowane natarcie 4 DP, na zachód od Łowicza przez Bzurę, 14 pp wraz batalionem ON „Jabłonowo” wykonał marsz w rejon Zduny Parcele, Bogoria Dolna. W tym rejonie przystąpił do organizacji obrony na północnym brzegu Bzury. W odwodzie dywizji we wsi Wierznowice zajął stanowiska Jabłonowski batalion ON. Z powodu ciężkich walk zgrupowania uderzeniowego 4 DP o przełamanie niemieckiej obrony, nastąpiła potrzeba wzmocnienia atakujących sił. Batalion ON „Jabłonowo” został przydzielony do 67 pp. O godz. 16.00 wraz z 67 pp przeprowadził udane natarcie w rejonie Dąbkowic, w wyniku czego zdobył wzgórza na południe od wsi. Z powodu podejścia w rejon bitwy znacznych oddziałów pancernych decyzją gen. dyw. Władysława Bortnowskiego wycofano oddziały 4 DP z południowego brzegu Bzury. Wycofany został też Jabłonowski batalion ON, wraz z 67 pp ok. godz.20.00 zajął rejon Bogorii jako odwód 4 DP. 15 września wraz z I/14 pp, batalion przeszedł do odwodu 4 DP w miejscem postoju w Bogorii Dolnej. Ze względu na przełamanie obrony batalionów: III/14 pp i ON „Brodnica” z odwodu 4 DP płk Józef Werobej o godz. 8.00 skierował do walki Jabłonowski batalion ON. O godz. 9.00 pod ogólnym dowództwem mjr. Jana Łobzy kontratak wykonał na niemiecki przyczółek batalion jabłonowski, wraz z batalionami: brodnickim i III/14 pp ze wsparciem II/4 pal. Natarcie doszło do wzg. 95 i zaległo w silnym ogniu broni maszynowej i artylerii. Następnie batalion wycofał się do Bogorii Dolnej i zajął tam obronę. Po godz. 15.00  batalion wraz batalionami: II i III 14 pp oraz ON „Brodnica” przedarł się do rzeki Słudwi, którą sforsował ok. godz. 16.00 pod osłoną 67 pp. W rejonie Złakowa Borowego od ok. godz. 20.00 zbierał rozproszonych żołnierzy i koncentrował swoje pododdziały. Po północy 17 września batalion podjął marsz w kolumnie dywizji za batalionami 14 pp i batalionem ON „Brodnica” po trasie Sokołów, Kochanki, Witusza. Rano dotarł do wsi Witusza-Poprzeczka, gdzie wraz z 14 pp zajął obronę okrężną. Był ostrzeliwany ogniem nękającym przez niemiecką artylerię. W godz. 13.00-15.00 wykonał marsz do lasu Aleksandrów, miejsca koncentracji 4 DP. W trakcie tego marszu został zaatakowany przez niemieckie lotnictwo, część pododdziałów uległa rozproszeniu. Podczas reorganizacji w lesie Aleksandrów 14 pp przeformowano w batalion, a resztki batalionu ON „Jabłonowo” przydzielono pod dowództwo pułku. W nocnym marszu 17/18 września pozostałość batalionu maszerował w straży przedniej dywizji wspólnie z batalionem 14 pp poprzez Jamno, Iłów, łaziska, Budy Stare do gajówki Radziwiłka. W trakcie marszu pozostałości batalionu były atakowane kilkakrotnie przez lotnictwo, poniosły duże straty. Po dotarciu do gajówki Radziwiłka 18 września ok. godz. 6.00 resztki batalionu włączono w skład 14 pp.

## Organizacja i obsada personalna
- dowódca – kpt. Mikołaj Korwin-Kossakowski
- adiutant batalionu – ppor. rez. Franciszek Bonkowski[16]
- dowódca plutonu zwiadu (kolarzy) – ppor. Stanisław Bartoszewski[16]
- dowódca plutonu pionierów – plut. rez. Pawłowski[16]
- dowódca plutonu ppanc. – ppor. rez. Franciszek Hintz[16]
- dowódca plutonu br. tow. – kpr. pchor. rez. Lacke[16]
- dowódca plutonu łączności – plut. rez. Jan Lewandowski[16]
- szef batalionu – chor. Jan Zarębski (z 14 pułku piechoty)[17]

- 1 kompania ON „Jabłonowo” dowódca – kpt. Walenty Markiewicz[16]
- 2 kompania ON „Radzyń” dowódca – por. Walenty Oczachowski[16]
- 3 kompania ON „Łasin” dowódca – por. rez. Franciszek Ostrowski[16]